# Lijst van wetenschapshistorici
Dit is een lijst van wetenschapshistorici.

## A
- Gerard Alberts (1954), Nederlands historicus van de wiskunde en informatica
- Cees Andriesse (1939), Nederlands wetenschapshistoricus, natuurkundige en schrijver

## B
- Gaston Bachelard (1884-1962), Frans filosoof en wetenschapshistoricus
- Johann Beckmann (1739-1811), Duitse filosoof, econoom en wetenschapshistoricus
- Klaas van Berkel (1953), Nederlands wetenschapshistoricus
- John Desmond Bernal (1901-1971), Iers wetenschapshistoricus
- Evert Willem Beth (1908-1964), Nederlands filosoof, logicus en wetenschapshistoricus
- Marnix Beyen (1971), Vlaams historicus en wetenschapshistoricus
- Léon Brunschvicg (1869-1944), Frans filosoof en wetenschapshistoricus

## C
- Georges Canguilhem (1904–1995), Frans filosoof, medicus en wetenschapshistoricus
- Marshall Clagett (1916-2005), Amerikaans wetenschapshistoricus
- Hendrik Floris Cohen (1946), Nederlands wetenschapshistoricus
- Alistair Cameron Crombie (1915-1996), Australisch wetenschapshistoricus

## D
- Dirk van Dalen (1932), Nederlands historicus van de formele wetenschap
- Eduard Jan Dijksterhuis (1892-1965), Nederlands wiskundige en wetenschapshistoricus
- Pierre Duhem (1861-1916), Frans fysicus en wetenschapsfilosoof

## F
- Benjamin Farrington (1891-1974), Iers wetenschapshistoricus
- Robert Forbes (1900-1973), Nederlands scheikundige en wetenschapshistoricus

## G
- Owen Gingerich (1930-2023), Amerikaans astronoom en wetenschapshistoricus
- Edward Grant (1926-2020), Amerikaans wetenschapshistoricus

## H
- Reyer Hooykaas (1906-1994), Nederlands scheikundige en wetenschapshistoricus

## K
- Alexandre Koyré (1892-1964), Frans wetenschapsfilosoof en -historicus
- Thomas Kuhn (1922-1996), Amerikaans wetenschapsfilosoof en -historicus

## L
- David C. Lindberg (1935-2015), Amerikaans wetenschapshistoricus
- Geoffrey Lloyd (1933), Brits medicus en wetenschapshistoricus

## M
- Ernst Mach (1838-1916), Oostenrijks fysicus en  wetenschapsfilosoof
- Anneliese Maier (1905-1971), Duits wetenschapshistoricus
- Hélène Metzger (1889-1944), Frans filosofe en wetenschapshistorica
- Gaston Milhaud (1858-1918), Frans filosoof en wetenschapshistoricus

## N
- Otto Neugebauer (1899-1990), Oostenrijks wiskundige en wetenschapshistoricus

## O
- Naomi Oreskes (1958), Amerikaans wetenschapshistoricus

## P
- Olaf Pedersen (1920-1997), Deens filosoof en wetenschapshistoricus
- Mogens Pihl (1907-1986), Deens fysicus en wetenschapshistoricus

## R
- Abel Rey (1873-1940), Frans filosoof en wetenschapshistoricus

## S
- Giorgio de Santillana (1902-1974), Italiaans-Amerikaans wetenschapshistoricus
- Georges Sarton (1884-1956), Belgisch-Amerikaans wetenschapshistoricus
- Ferdinand Sassen (1894-1971), Nederlands filosoof en wetenschapshistoricus
- Simon Schaffer (1955), Brits wetenschapshistoricus
- Steven Shapin (1943), Amerikaans bioloog en wetenschapshistoricus
- H.A.M. Snelders (1930), Nederlands scheikundige en wetenschapshistoricus
- Hans Joachim Störig (1915-2012), Duits filosoof en wetenschapshistoricus
- William H. Stahl (1908-1968), Amerikaans wetenschapshistoricus
- Dirk Jan Struik (1894-2000), Nederlands wiskundige en wetenschapshistoricus

## W
- William Whewell (1794-1866), Engels filosoof en wetenschapshistoricus
- Walter van Wijk (1887-1961), Nederlandse wetenschapshistoricus